# 左道性力
左道性力派（梵文：Vāmācāra）是中世纪印度教性力派的特殊分支，被形容為正统印度教禮拜儀軌的另一極端，但在一般人心中它们就是性力派的代表。主要分布於印度东部孟加拉与阿萨姆一带，英屬印度期間，被英國人取缔。
他们所以崇拜女神，他们的修行方式是以突破禁忌达到解脱，包括盜墓掘屍与在墳地坐禅，用嘎巴拉碗吃饭，与最有名的五種享乐，以肉（mamsa）、魚（matsya）、酒（madhya）、燒米（mudra）為食，最終而性交（maithuna）等，此外燒米（mudra），亦作「結手印」之意。
此派的男女信徒認為男女性愛會產生新的生命，也就是創造宇宙的根本動力，認為「性慾」是最大的創造性能源，經由男女的性交，可激發人類靈魂與肉體的能源，與宇宙靈魂的大能合流，達到一種最高的精神境界。因此他們把「性交」發展為一種宗教儀式──在半夜由打坐的數對男女舉行「五種享樂」，一起享用肉類、魚類，飲酒，食飯（或者打手印），經過調情之後，以多種姿勢性交並達到多次高潮，藉此體驗個人靈魂與宇宙合一的狀態。